# NGC 5594
NGC 5594 = IC 4412 ist eine 14,2 mag helle elliptische Galaxie vom Hubble-Typ E/S0? im Sternbild Bärenhüter am Nordsternhimmel. Sie ist schätzungsweise 505 Millionen Lichtjahre von der Milchstraße entfernt und hat einen Durchmesser von etwa 165.000 Lichtjahren.
Im selben Himmelsareal befinden sich u. a. die Galaxien IC 4405, IC 4418, IC 4423.
Das Objekt wurde am 19. Mai 1784 von Wilhelm Herschel mit einem 18,7-Zoll-Spiegelteleskop entdeckt, der sie dabei mit „eF, vS, stellar, verified with 240 power“ beschrieb. Die Beobachtung von Stéphane Javelle am 14. Juli 1895 führte mit leicht abweichenden Positionsdaten unter IC 4412 zum Eintrag im Index-Katalog.